# Nicolás Fasolino
Nicolás Fasolino (Buenos Aires, 3. siječnja 1887. – Santa Fe, 13. kolovoza 1969.), je bio argentinski rimokatolički kardinal i nadbiskup Santa Fea.

## Životopis
Nicolás Fasolino rođen je u Buenos Airesu, a studirao je na koncilskom sjemeništu prije odlaska u Rim na studij na Gregorianu. Bio je zaređen za svećenika 28. listopada 1909. godine te je od tada pastoralno djelovao u Buenos Airesu od 1911. do 1916. godine.
Od 1913. do 1922. godine, Fasolino je sukcesivno služio kao profesor u Središtu za religijske studije u Buenos Airesu i vicekancelar nadbiskupije. Potom je nastavio svoju pastirsku službu te je bio generalni vikar u Buenos Airesu od 1925. do 1926. Apostolski protonotar je postao 19. srpnja 1928. godine.
20. listopada 1932. godine, Fasolino je imenovan biskupom Santa Fea. Primio je biskupsku posvetu iste godine, 21. prosinca od nadbiskupa Filippa Cortesija, uz nadbiskupa Santiaga Copella i biskupa Fortunata Devota, koji su služili kao konsekratori.
Fasolino je promaknut u nadbiskupa nadbiskupije Santa Fe, 20. travnja 1934. Od 1962.do 1965. je sudjelovao na Drugom vatikanskom saboru. Na konzistoriju 13. kolovoza 1969. postao je kardinal svećenik crkve Beata Maria Vergine Addolorata a piazza Buenos Aires.
Kardinal Fasolino je umro u Santa Feu, u dobi od 82 godine. Pokopan je u katedrali svoje nadbiskupije. Za biskupsko geslo je imao Govorit ću ime tvoje braći svojoj (lat. Fratribus meis nomen Tuum narrabo).